# Banca Centrală Azeră
Banca Centrală Azeră (azeră: Azərbaycan Respublikasının Mərkəzi Bankı) este banca centrală a Republicii Azerbaidjan și, ca atare, principalele sale responsabilități sunt protecția stabilității prețurilor și întreținerea stabilității financiare.
Funcțiile de bază ale Băncii Centrale Azere includ stabilirea și punerea în aplicare a politicii monetare, precum și a cursului de schimb a manatului azer, gestionarea rezervelor valutare, emiterea de bancnote și monede, precum și întreținerea eficientă a plății și sistemelor financiare. 
Dr. Elman Rustamov este actualul guvernator al Banca Centrală Azeră.